# (15636) 2000 JD31
A (15636) 2000 JD31 a Naprendszer kisbolygóövében található aszteroida. A LINEAR projekt keretében fedezték fel 2000. május 7-én.